# Danube books Verlag
Der danube books Verlag ist ein unabhängiger deutscher Buchverlag mit Sitz in Ulm. Das Unternehmen wurde im Januar 2015 von dem Journalisten Thomas Zehender gegründet und wird seither von ihm geführt.

## Verlagsprogramm
Der Themenschwerpunkt des danube books Verlags liegt bei der Donau und den Donauländern. Sein Motto lautet grenzenlos europäisch – er möchte im Rahmen seiner verlegerischen Tätigkeit die kulturelle Vielfalt in den Ländern entlang der Donau über nationale Grenzen hinweg pflegen und fördern. Neben Belletristik und Lyrikbänden gehören auch Sachbücher zu geschichtlichen, politischen und gesellschaftskritischen Themen sowie Bildbände zum Verlagsprogramm. Zu den veröffentlichten Autoren zählen sowohl neue als auch etablierte Schriftsteller und Lyriker aus dem gesamten Donauraum, darunter die slowakische Lyrikerin Mila Haugová, der rumänische Schriftsteller Florin Iaru, die in Rumänien geborenen deutschen Schriftstellerinnen Ilse Hehn und Julia Schiff, die deutsch-kosovarische Publizistin Behar Heinemann, der prominente Dichter aus Sarajevo Admiral Mahić und die österreichische Lyrikerin Sophie Reyer. Der Verlag war mehrfach auf der österreichischen Buchmesse Buch Wien vertreten.
Ein Sachbuch des ARD-Korrespondenten Stephan Oszváth mit dem Titel Puszta-Populismus, Viktor Orbán – ein europäischer Störfall? über den ungarischen Ministerpräsidenten Viktor Orbán erschien 2017. Mit Die weinende Straße vor mir veröffentlichte danube books 2020 exklusiv die deutschsprachige Ausgabe von The road before me weeps. On the refugee route through Europe – die Ergebnisse der Recherchen des langjährigen, renommierten BBC-Korrespondenten in Budapest Nick Thorpe über die Menschen in Südosteuropa auf der Balkanroute während der Flüchtlingskrise.
Im Frühjahr 2017 startete der Verlag eine neue literarische Reihe unter dem Namen edition textfluss, die mit dem Lyrikband Sandhimmel von Ilse Hehn begann und bis Ende 2021 sechs Bände umfasste, von denen einige zweisprachig erschienen.
Das Ministerium für Wissenschaft, Forschung und Kunst Baden-Württemberg zeichnete den danube books Verlag „für seine grenzüberschreitende Literatur und sein europäisches Denken“ im Oktober 2022 mit dem Verlagspreis Literatur des Landes Baden-Württemberg aus. Die Laudatio hielt Gunilla Eschenbach vom Deutschen Literaturarchiv Marbach.

## Mitglied imDanube Cultural Cluster
Im Jahr seiner Gründung wurde der danube books Verlag auch Mitglied im europäischen Kultur-Netzwerk Danube Cultural Cluster (DCC), das 2012 auf Initiative des Balassi-Instituts (Collegium Hungaricum Wien) gegründet wurde. Das Cluster verfolgt die Ziele der EU-Donauraumstrategie und sieht als sein oberstes Ziel die Interessenvertretung zeitgenössischer kultureller und künstlerischer Projekte; es soll außerdem eine Plattform zur Kommunikation und Kooperation bilden und eigene Projekte entwickeln, um die Donau als „kulturelles Qualitätssiegel“ zu stärken.

## Publikationen (Auswahl)

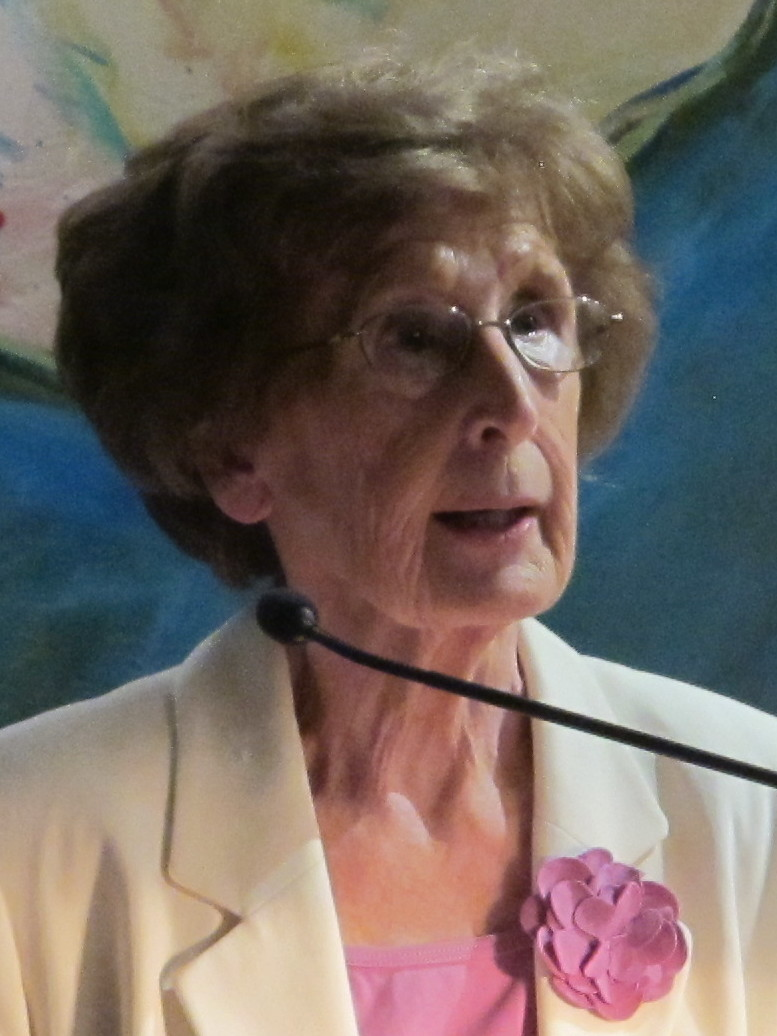
Julia Schiff

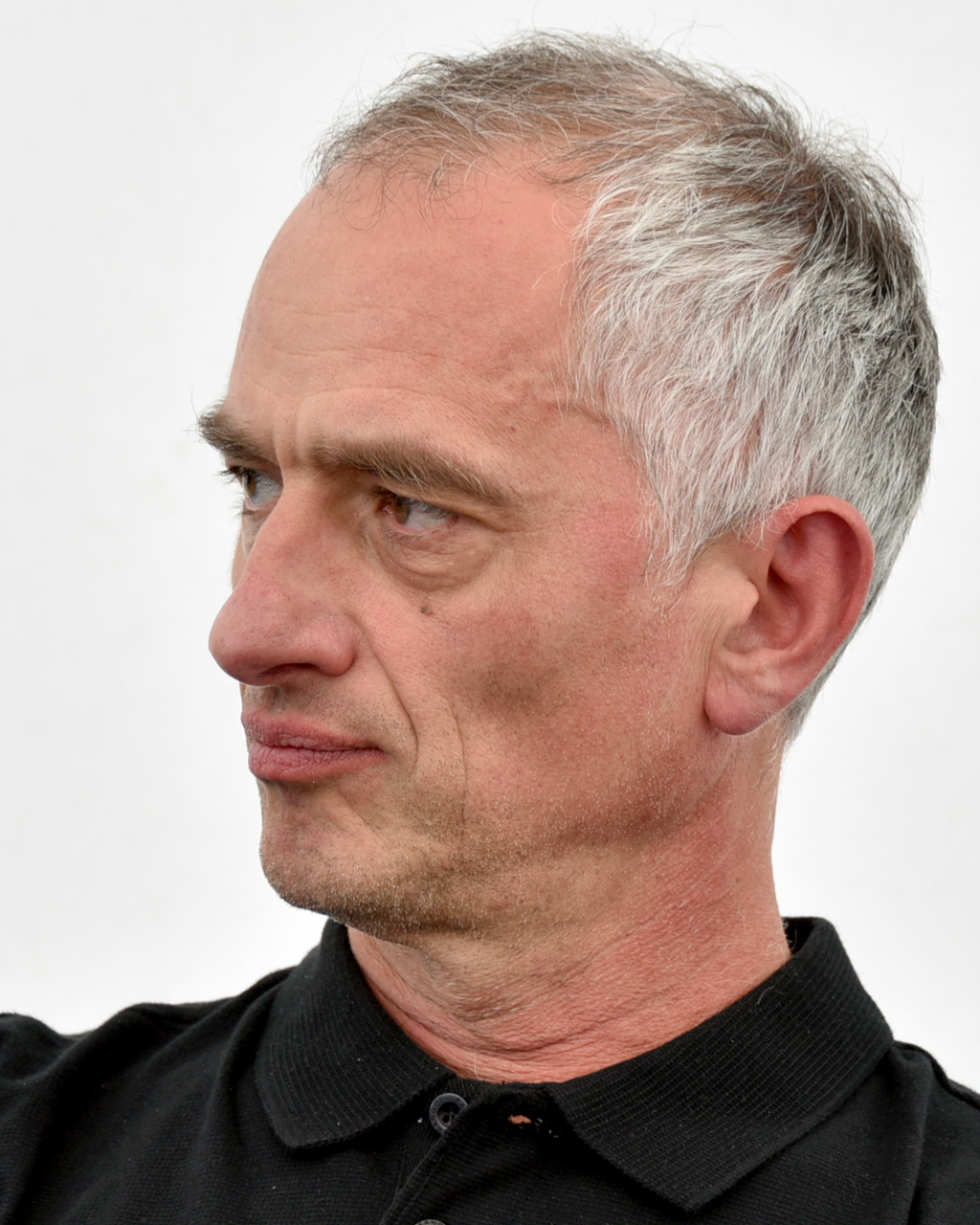
Pavol Rankov

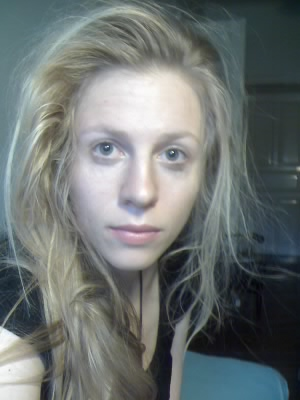
Sophie Reyer

- Sieger Heinzmann: Mein Designer-Leben nach der HfG Ulm. Ulm 2015, ISBN 978-3-946046-00-4.
- Carmen Spalj: Die politische Rechte in Ungarn: Polarisierung als Einfallstor für die Jobbik-Partei. Ulm 2015, ISBN 978-3-946046-01-1.
- Damir Rajle: Skizzen aus Slawonien. Bildband, Ulm 2016, ISBN 978-3-946046-02-8.
- Josef Trabert: Die zweite Heimat: eine Familienchronik aus Südungarn. Ulm 2015, ISBN 978-3-946046-03-5.
- Julia Schiff: Katzengold. Roman. Ulm 2016, ISBN 978-3-946046-05-9.
- Behar Heinemann: Romani Rose – ein Leben für die Menschenrechte. Ulm 2017, ISBN 978-3-946046-07-3.
- Stephan Ozsváth: Puszta-Populismus. Viktor Orbán – ein europäischer Störfall? Ulm 2017, ISBN 978-3-946046-08-0.
- Tobias Ranker: Auf dem Weg zur aufstrebenden Stadt: Migration nach Ulm seit 1945. Ulm 2018, ISBN 978-3-946046-10-3.
- Sabine Geller (Hrsg.) et al.: Danube Women Stories. Ulm 2018, ISBN 978-3-946046-12-7.
- Algernon Blackwood: Die Weiden. Reisebericht & fantastische Erzählung. Ulm 2018, ISBN 978-3-946046-13-4.
- Kristiane Kondrat: Abstufung dreier Nuancen von Grau. Roman. Ulm 2019, ISBN 978-3-946046-14-1.
- Florin Iaru: Die grünen Brüste. Erzählungen. Ulm 2020, ISBN 978-3-946046-17-2.
- Sigrid Katharina Eismann: Das Paprikaraumschiff. Roman. Ulm 2020, ISBN 978-3-946046-18-9.
- Nick Thorpe: Die weinende Straße vor mir. Entlang der Balkanroute. Ulm 2020, ISBN 978-3-946046-20-2
- Rayna Breuer: Platte 317. Roman. Ulm 2021, ISBN 978-3-946046-25-7.
- Hilde Link: Die Weltreisenden. Schleichwege zum Hass. Ulm 2021, ISBN 978-3-946046-26-4.
- Oxana Matiychuk: Rose Ausländers Leben im Wort. Graphic Novel. Ulm 2021, ISBN 978-3-946046-27-1.
- Pavol Rankov: Der Kleine Donaukrieg. Aus dem Slowakischen von Slávka Rude-Porubská. Ulm 2022, ISBN 978-3-946046-31-8.
- István Örkény: Rebellion in der Nussschale. Aus dem Ungarischen von Tünde Malomvölgyi. Ulm 2023, ISBN 978-3-946046-34-9.

edition textfluss
- Ilse Hehn: Sandhimmel. Lyrik und Übermalungen. Ulm 2017, ISBN 978-3-946046-06-6.
- Mila Haugová: Langsame Bogenschützin / Pomalá lukostrelkyna. Ulm 2017, ISBN 978-3-946046-09-7.
- Bogdan Coşa (Hg.): Die Spitzenelf / Primul unsprezece. Lyrik-Anthologie. Ulm 2018, ISBN 978-3-946046-11-0.
- Admiral Mahić: Flirrende Visionen / Lepršava priviđenja. Ulm 2019, ISBN 978-3-946046-16-5.
- Lothar Quinkenstein: Die Brücke aus Papier. Sprachen der Bukowina. Ulm 2020, ISBN 978-3-946046-21-9.
- Sophie Reyer: Silberstrom bin ich. Ulm 2021, ISBN 978-3-946046-23-3.
- Sigrid Katharina Eismann: Dschangakinder. Ulm 2022, ISBN 978-3-946046-30-1.
- Kristiane Kondrat: Wer tanzt im Niemandsland. Ulm 2023, ISBN 978-3-946046-33-2.